# Kállay család (nagykállói)
A nagykállói Kállay család egyike legrégibb nemes családjainknak, amely eredetét a száznyolc ős nemzetség egyikéből, a Balog-Semjén (Bolok-Simián) nemzetségből (genus) veszi. A család ősi fészke Nagykálló és környéke volt.
Egyes emlékek Szabolcs vezértől származtatják a Balog-Semjén nemzetséget, így a Kállay családot. Más források szerint Bulcsu vezér apja Kál volt.[forrás?]

## A családnév eredete
A név eredetét nagy valószínűséggel Szabolcs megyében kell kutatnunk, ahol a család talán már az első betelepüléstől (honfoglalás), de a 13. század elejétől bizonyosan birtokos volt. A 'kál' szó régen nagyot, a 'kálló' pedig gyülekezőhelyet jelentett, utóbbit a 'elkallódik' szavunk is őrzi. (A 'kall' ige eredete bizonytalan.) A 'kalló' a kallómalomra utal, amely szövetanyagokat nedvesen tömörítő vízimalom volt. (Sokáig Nagykállóban volt a környék legnagyobb kallómalma, a település neve erre utal). Vélelmezhető tehát, hogy ezek a kifejezések (vagy valamelyik közülük) előbb helynevekben, majd a Kállay család nevében jelentek meg. (Létezik azonban ennél sokkal merészebb magyarázat is a magyar földrajzi (és ennek alapján család-) nevekben megjelenő 'kál' és 'káld' szavak eredetére: Badiny Jós Ferenc szerint ezek mind a kháldeus (sumer) hagyományra utalnak, amelynek a magyarság több ezer éven át örököse és őrzője volt, bár a kháldeusok és a sumerek közel sem azonosak.
A Kállay (illetve Kallai és Kallaj) név használata a XVII. században vált általánossá, előtte a család tagjai Kállói, Lökös, Semjéni nevekkel szerepelnek váltakozva különféle iratokban.
Érdekesség, hogy a család eredeti, nemzetségbeli neve (Balog-Semjén) szintén megőrződött Kállósemjén település nevében, ami önmagában is jelzi a Kállay család ősi jelenlétét és birtokosságát a környéken.

## Története
A család oklevelekből ismert legrégibb őse Ubul de genere Bolok Simian (Balog-Semjén), aki II. András király korában élt. Ubulnak három fia volt: I. Gergely, I. Mihály és Egyed.
1224-ben II. András király I. Gergely és István ispánoknak, továbbá ezek testvéreinek horvátországi birtokot - mely az oklevél szerint a Kerka (Corca) vizétől a tengerig terjed - adományozott. Az oklevél a Magyar Nemzeti Levéltárban található Kállay-levéltár legrégebbi darabja (de csak házasság révén került a család birtokába), az Aranybullával (feltehetően) megegyező pecséttel látták el. Másolatai megtekinthetők a nyíregyházi Kállay Gyűjteményben és a kállósemjéni Kállay-kúriában.
1251-ben IV. Béla király a tatárjáráskor neki nyújtott tengerparti menedékért és egyéb szolgálatokért cserébe István fiait megerősítette horvátországi birtokaik tulajdonában. (Erre azért is volt szükség, mert az eredeti adományozó oklevél időközben elveszett.)
1271-ben V. István király I. Mihályt megerősíti a Szabolcs megyei Nunkupul (Napkor) és Tuth (Guth) elnéptelenedett puszták birtokjogában, utalva arra, hogy e két birtokot már Mihály apja, Ubul megkapta adományként II. András királytól Egyed nevű rokonának a Kálmán herceg ruténok ellen vezetett hadjáratában bekövetkezett haláláért.
1290-ben IV. László király Simon Mitzbán fiaitól elvette a leleszi monostor fölötti kegyúri jogot, s azt I. Mihály fiainak: I. Istvánnak és Pálnak adományozta.
1325-ben osztoznak meg birtokaikon II. Mihály, I. István és László testvérek Egyednek, Szabolcs vármegye főispánjának fiával Iván mesterrel, s ekkor II. Mihály Kér, Panyola, Nagy-Semjén, Szent-Mihály, Napkor, Béltek, Thivadarthuk nevű helységekben kap részbirtokot.
A család Szabolcs megyéből Szatmár, Bereg, Bihar, Zaránd (ma: Arad) és Fejér vármegyékbe ágazott szét.
Az 1840-es években a család tagjainak kezén 144 ezer hold (1200 négyszögöles holdban számolva) föld volt, ami azonban különböző hitelügyletek fedezeteként nagyrészt elúszott.

## A család fontosabb tagjai
- Balogsemjén nembeli Ubul (13. század) A Kállayak első, oklevelek által is ismert őse. II. András király idején részt vett a Gácsország elleni hadjáratban, ahol a testvére, Egyed elesett. A király ezért Ubulnak adományozta a napkori és guthi pusztákat.
- Balogsemjén nembeli Mihály (13. század) Ubul fia, ugocsai ispán, a Semjéni, azaz a későbbi Kállay család őse.
- kállai Lőkös János (15. század) alnádor, az 1446. évi rákosi országgyűlésen szabolcsi ispán, majd 1447-ben alszolgabíró. Luxemburgi Zsigmond királytól Vásáros-Kállón a királyi jogokra adományt nyert.
- Kállay Pál (15. század) Mátyás király kamarása, Jajca ostrománál és más csatákban tanúsított vitézsége jutalmául Mezőtúr birtokjogát kapta a királytól.
- Nyirkállai Tamás (15. század), királyi jegyző, 268 levélből álló kötetben megírta a Mátyás uralkodása alatti kancelláriai gyakorlatot.
- Kiskállói Vitéz János (IX. János) (? – 1548), 1522-ben Báthori István nádor szörényi bánná nevezte ki, Tomori Pállal harcolt Ferhád pasa ellen, a mohácsi ütközetben is részt vett, később Szapolyai János király híve lett.
- Kállay János (XI.) az erőszakolt rekatolizálásnak ellenáll, nagybátyja, Segnyey Miklós hajdú csapataihoz csatlakozva (1604) kitünteti magát a Kassát körülzáró császári haderő Eperjesig történt megfutamításában, ezért Bocskai Istvántól Simándi Eötvös előnévvel 1606-ban ismételten nemesi oklevelet kap. (Az előnév utal rá, hogy tanult ötvösmester volt.) Tőle származik a református vallású Simándi Eötvös Kállay ág. Több fia született, de csak Jánostól és Györgytől vannak ma is élő ivadékai.
- Kállay Zsuzsanna (1614-1657) Kemény János erdélyi fejedelem felesége
- Kállay Miklós (1635-1691) szatmári birtokos, a nagykállói Kállay család restaurátora, visszatért az római katolikus valláshoz. Fiai közül Kállay János (1675-1737) lett a család orosi ágának, míg Kállay Ferenc (1670-1750) a napkori ágnak a megalapítója.

A nagykállói Kállay család napkori ágának tagjai:
- Kállay Ferenc (IV.) (1670-1750) A nagykállói Kállay család napkori ágának megalapítója. Első felesége báró Horváth Mária, második felesége báró Perényi Mária, harmadik felesége pedig Gabelli Borbála volt. A Rákóczi-szabadságharcban alezredesként harcolt II. Rákóczi Ferenc oldalán, de 1711 után sem katonai, sem lényeges közéleti szerepet nem vállalt.
- Kállay Miklós (Kállósemjén, 1754 – Kálló, 1820) szabolcsi alispán 1803 és 1819 között, országgyűlési követ 1807-1808-ban. Az 1807. évi budai országgyűlésen a Ludoviceum céljaira tízezer forintot adományozott. 1809-ben a Napóleon ellen fegyverbe szólított Szabolcs vármegyei nemesi felkelő sereg tisztikarában ezredesként teljesített szolgálatot.
- Kállay Kristóf (Kállósemjén, 1786 – Kállósemjén, 1855) 1830-ban császári és királyi kamarási címet kapott I. Ferenc osztrák császártól, majd 1836–1840 között mint helyettes adminisztrátor, míg 1840–1847 között mint főispán állt Kraszna vármegye élén.
- Kállay György (Kállósemjén, 1752 – Eger, 1821) egri kanonok és albei prépost.
- Kállay Sándor (Napkor, 1753 – Nagykálló, 1817) Szabolcs vármegyei szolgabiró, királyi udvarnok,több vármegye táblabírája
- Kállay Leó (Napkor, 1774 – Nyíregyháza, 1842) magyar királyi testőr 1795 és 1796 között. Báró Jósika Miklós apósa volt.
- Kállay Menyhért (Fehérgyarmat, 1795 – Kállósemjén, 1858) főszolgabíró, majd szabolcsi alispán 1844–48-ban, országgyűlési követ 1847-1848-ban.
- Kállay Gergely (Kállósemjén, 1784 – Kálló, 1846) szabolcsi alispán 1832 és 1836 között, az 1836. június 13-i nagykállói véres tisztújítás elszenvedője.
- Kállay Miklós (Napkor, 1801 –1874) Szabolcs vármegye főadószedője, majd 1849 és 1850 között alispánja.
- Kállay Emánuel (Napkor, 1814 – Nagybánya, 1886) Szabolcs vármegye hadi-főpénztárnoka, 1848–49-ben nemzetőri őrnagy. Fontos szerepet vállalt az 1859-es Garibaldi-féle betörést elősegítő titkos szervezkedésekben. 1869 és 1872 között Nyírbátor Balközép párti országgyűlési képviselője.
- Kállay Ödön (Napkor, 1815 – Kiscsere, 1879) szabolcsi főszolgabíró, népképviselő, 1848-49-ben Székesfehérváron, majd Komáromban kormánybiztos. Kötél általi halálra és vagyonelkobzásra ítélték, de kegyelmet kapott. 1869 és 1879 között Szeged 48-as párti, majd Függetlenségi párti országgyűlési képviselője.
- Kállay Adolf (Kisbáka, 1828 – Budapest, 1905) 1848-ban nemzetőr hadnagy, 1861-ben Szabolcs vármegyében aljegyző, 1867 és 1870 között Bónis Barnabással együtt alispán, majd m. kir. táblabíró.
- Kállay Lipót (Napkor, 1855 – Nyírbogdány, 1920) Szabolcs vármegye tiszteletbeli aljegyzője. 1892 és 1910 között Nyírbogdány Függetlenségi és 48-as párti országgyűlési képviselője. 1876-ban a Konstantinápolyba, Abdülkerim pasának kardot vivő küldöttség tagja volt – ez alkalommal kapta meg a Medzsidi-rendjelet.
- Kállay János (Nagykálló, 1832 - Budapest, 1885) Nagykálló Függetlenségi párti országgyűlési képviselője 1878 és 1885 között.
- Kállay András (Napkor, 1839 – Nyíregyháza, 1919) 1889 és 1897 között Szabolcs vármegye főispánja, író, Kállay Miklós miniszterelnök apja. 1918-ban Nyírbogdány pártonkívüli országgyűlési képviselője.
- Kállay Bertalan (Kiskálló, 1799 – Nagykálló, 1875) táblabíró Szabolcs vármegyében
- Kállay Ferenc (Nyírbéltek, 1825 – Nagykálló, 1903) Az 1848-1849-es szabadságharcban honvédszázados, később Szabolcs vármegye főszámvevője. 1892 és 1896 között Nagykálló Negyvennyolcas függetlenségi párti képviselője.
- Kállay Albert (Kállósemjén, 1843 – Szeged, 1922) szegedi, hódmezővásárhelyi és szabadkai főispán. Nevéhez főződik az 1879-es szegedi árvíz utáni helyreállítás irányítása. 1893-ban a király a főrendiház élethossziglani tagjává nevezte ki.
- Dr. Kállay Rudolf (Kiscsere, 1853 – Nyíregyháza, 1920) sebész, főorvos, a nyíregyházi Erzsébet Közkórház első igazgatója, a később róla elnevezett orvosi szakkönyvtár alapítója. Lánya, Helén, 1914-ben feleségül ment Kállay Miklóshoz, a későbbi miniszterelnökhöz.
- Dr. Kállay Zoltán (Kiscsere, 1856 – Eger, 1914) jogi doktor, 1887 és 1890 között Nagykálló Szabadelvű párti országgyűlési képviselője, 1910 és 1914 között Heves vármegye főispánja.
- Kállay Iván (Nagykálló, 1887 – Okna, 1915) A cs. és kir. 9. (Nádasdy) huszárezred főhadnagya. Hősi halált halt az első világháborúban.
- Kállay Rudolf (Nagykálló, 1889 – Balassagyarmat, 1958) Az Általános Hitelbank ügyvezető igazgatója 1920 és 1945 között.
- Kállay András (Nagyhalász, 1875 – Nyíregyháza, 1941) nemzetgyűlési képviselő, Nagyhalász és Vencsellő díszpolgára, a Szabolcs Népe című hetilap szerkesztője, Kállay Miklós miniszterelnök bátyja
- Kállay Tamás (Nagyhalász, 1876 – Budapest, 1963) politikus, 1905 és 1918 között Székelyudvarhely Függetlenségi és 48-as párti országgyűlési képviselője, Kállay Miklós miniszterelnök bátyja
- Kállay Tibor (Budapest, 1881 – Budapest, 1964) országgyűlési képviselő, pénzügyminiszter, a Felszámoló Hivatal elnöke (a hivatal végezte a Monarchia felbomlása utáni az utódállamok pénzügyi szétválasztását, a szanálást).
- Kállay Emánuel (Kállósemjén, 1862 – 1914) MÁV-főellenőr, bortermelő Tolcsván. A szőlő- és borgazdasági kiállításon arany- és ezüstéremmel tüntették ki.
- Kállay Elemér (Napkor, 1882 – Budapest, 1974) író
- Kállay Miklós (Eger, 1885 – Balatonfüred, 1955) író, műfordító
- Kállay Kristóf (Budapest, 1920 – Teresopolis, 1990) négyszeres magyar egyéni műkorcsolya bajnok
- Kállay Miklós (Nyíregyháza, 1887 – New York, 1967) politikus, miniszterelnök
- Kállay Kornél (Békéscsaba, 1907 – Budapest, 1973) mezőgazdasági mérnök, 1936–38-ban a Szarvasi Mezőgazdasági Tanintézet tangazdaságának vezetője, a nagyüzemi rizstermesztés egyik hazai úttörője, (leányági unokája Fábry Kornél (1972–) katolikus püspök)
- Kállay Rudolf (Gersdorf, 1921 – Budapest, 1998) máltai lovag
- Kállay Kázmér (Abádszalók, 1918 – Budapest, 1997) kereskedő, áruház tulajdonos, a Wallenberg zsidó-mentő akció résztvevője.
- Dr. Kállay Kristóf (Nyíregyháza, 1916 – Budapest, 2006) diplomata, vatikáni nagykövet, máltai lovag, Kállay Miklós miniszterelnök fia.
- Kállay Miklós (Nyíregyháza, 1918 – Budapest, 1996) Kállay Miklós miniszterelnök fia, máltai lovag, 1963 és 1971 között az Agrárgazdasági Kutató Intézetben, majd 1979-ig a MÉM Információs Központjában volt tudományos főmunkatárs.
- Kállay András (Nagykálló, 1919 – Einbeck, 1995) Kállay Miklós miniszterelnök fia, m. kir. testőrfőhadnagy, máltai lovag.
- Kállay Tamás (Budapest, 1943 – Budapest, 2021), mezőgazdasági kandidátus, a tárolásbiológia szakértője, máltai lovag.
- Kállay András (Budapest, 1944 – Fribourg, 2013) máltai lovag, a Szuverén Máltai Lovagrend engedelmességi, tiszteleti lovagja, a Magyar Máltai Lovagok Szövetségének volt ispotályosa

A nagykállói Kállay család orosi ágának tagjai:
- Kállay János (XII.) (1675 – Oros, 1737) A nagykállói Kállay család orosi ágának megalapítója. Első felesége Gál Magdolna, második felesége báró Perényi Borbála volt. A Rákóczi-szabadságharcban alezredesként harcolt II. Rákóczi Ferenc oldalán, de 1711 után sem katonai, sem lényeges közéleti szerepet nem vállalt.
- Kállay János (XIII.) (Panyola, 1735 – Biri, 1810) tiszáninneni kerületi táblai ülnök, a Biriben álló Kállay-kúria építtetője. 1770-ben császári kamarássá nevezik ki, és Mária Terézia grófi címet adományoz neki. Miután gyermektelenül hunyt el, a grófi cím nem öröklődött tovább a családban.[4]
- Kállay István (Oros, 1740 – Oros, 1790) magyar királyi testőr 1760 és 1762 között.
- Kállay Antal (1760 – Batiz, 1825) Szabolcs vármegye táblabírája
- Kállay Péter (Oros, 1764 – Pest, 1837) császári és királyi kamarás. Mezőtúron ő építtette a mai Túri Fazekas Múzeumnak helyet adó klasszicizáló épületet.
- Kállay Péter (Oros, 1792 – Buda, 1868) császári és királyi kamarás, szolgabíró, Szabolcs vármegye alispánja
- Kállay Ignác (Oros, 1774 – Oros, 1823) Békés vármegye levéltárnoka, az orosi Kállay (később Dessewffy) kastély építtetője
- Kállay István (1790 – Pest, 1845) királyi udvari tanácsos, 1837-től haláláig csanádi főispán. A vármegye főispánjai között ő volt az első, aki ünnepélyes beiktatásakor a hivatalos esküt nem latin, hanem magyar nyelven tette le.
- Kállay Ignác Ákos (Tiszaeszlár, 1825 – Nagykálló, 1890) Nagykálló '48-as párti országgyűlési képviselője 1870 és 1875 között.
- Kállay Béla (Nagykálló, 1873 – Szabadka, 1916) rendőrfelügyelő Budapesten, az első világháborúban az m. kir. 30. gyalogerzed őrmestere, a család hősi halottja.
- Kállay Béni (Pest, 1839 – Bécs, 1903) politikus, történész. 1868 és 1875 között az Osztrák–Magyar Monarchia belgrádi főkonzulja és diplomáciai ügyvivője, 1875 és 1878 között Szászsebesen a Jobboldali ellenzéki országgyűlési képviselője, 1882-től haláláig az Osztrák–Magyar Monarchia közös pénzügyminisztere, illetve Bosznia kormányzója.
- Kállay Frigyes (Budapest, 1877 - Budapest, 1944) császári és királyi kamarás, huszárőrnagy.
- Kállay Ubul (Nagykálló, 1818 – Nagykálló, 1903) Szabolcs vármegyében, a Dadai járás főszolgabírája.
- Kállay Jenő (Oros, 1853 – Oros, 1892) császári és királyi kamarás
- Kállay Ubul (Oros, 1875 – Sződ, 1952) történész, 1905 és 1906 között Veszprém Függetlenségi és 48-as párti képviselője, 1910 és 1918 között Csíkszereda Negyvennyolcas Függetlenségi és Kossuth párti képviselője, 1906 és 1910 között Csík vármegye főispánja, a MABI (Magánalkalmazottak Biztosító Intézete) alelnöke, majd elnöke.
- Kállay Béla (Budapest, 1905 – Balatonakarattya, 1964) miniszteri tanácsos.
- Dr. Kállay Béla (1937–2022), a Baromfi Termék Tanács (BTT) igazgatója.

További családtagok:
- Kállay István (Budapest, 1942 – Budapest, 2021) jogtörténész, a győri Széchenyi István Egyetem docense
- Kállay Dusán (Pozsony, 1948) grafikus, illusztrátor, 1988-ban Andersen-díjas
- Kállay Katalin (1945) modell, exmanöken, fia Kállay-Saunders András (New York, 1985 –) amerikai–magyar énekes, előadó, producer és zeneszerző
- Dr. Kállay Miklós (Újpest, 1949) mezőgazdasági tudományok kandidátusa, tanszékvezető egyetemi tanár, a Magyar Bor Akadémia elnöke
- Kállay Géza (1959–2017) irodalomtörténész
- Kállay Patrícia (1950) apja: Kállay István Gábor

Rokon családok:
- Gergely ágán Kállay Annától származik (1370) a Biry család
- Kállay Lőrinc lányától a Jármy család

## Kastélyaik

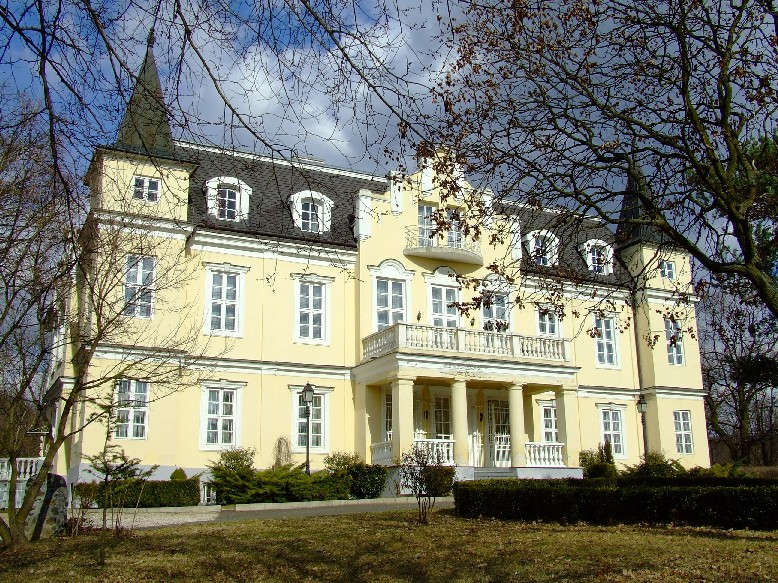
a berceli Kállay-kastély

- Bercel https://bercelkastely.com/kastely/
- Biri
- Kállósemjén https://www.kallaykuria.hu/kezdooldal
- Csuha-Kállay kúria, Nagyhalász https://nagyhalasz.hu/oldal/19/csuha-kallay-kuria
- Napkor
- Kállay-Bolváry kúria, Mezőtúr